# Templo romano de Alcántara
El Templo romano de Alcántara está situado frente a la entrada meridional del puente de Alcántara, Cáceres, Extremadura (España). Junto con el templo romano de Vich, se trata de los dos únicos templos romanos conservados prácticamente completos de toda España.
Tras diversas investigaciones realizadas por  Joan Carbonell y Helena Jiménez y avaladas por el experto en ingeniería romana Isaac Moreno Gallo, en el que se concluye que el puente de Alcántara fue reformado, dotándolo del arco central con las placas en su parte superior, en el siglo XV por la Orden de Alcántara bajo el mando de Juan de Zúñiga y Pimentel con la intención de ensalzar la romanidad de España y unirla a la monarquía de los Reyes Católicos que unía casi todo el territorio ligándola a figura del emperador Trajano de origen hispano.  En esa misma reforma se construyó el templo, en el que se utilizó material procedente del propio puente, y se realizó la inscripción original. La hipótesis de  Joan Carbonell y Helena Jiménez señala que  el puente se realizó en tiempos de Augusto y que la figura de Cayo Julio Lacer no existió

## Historia

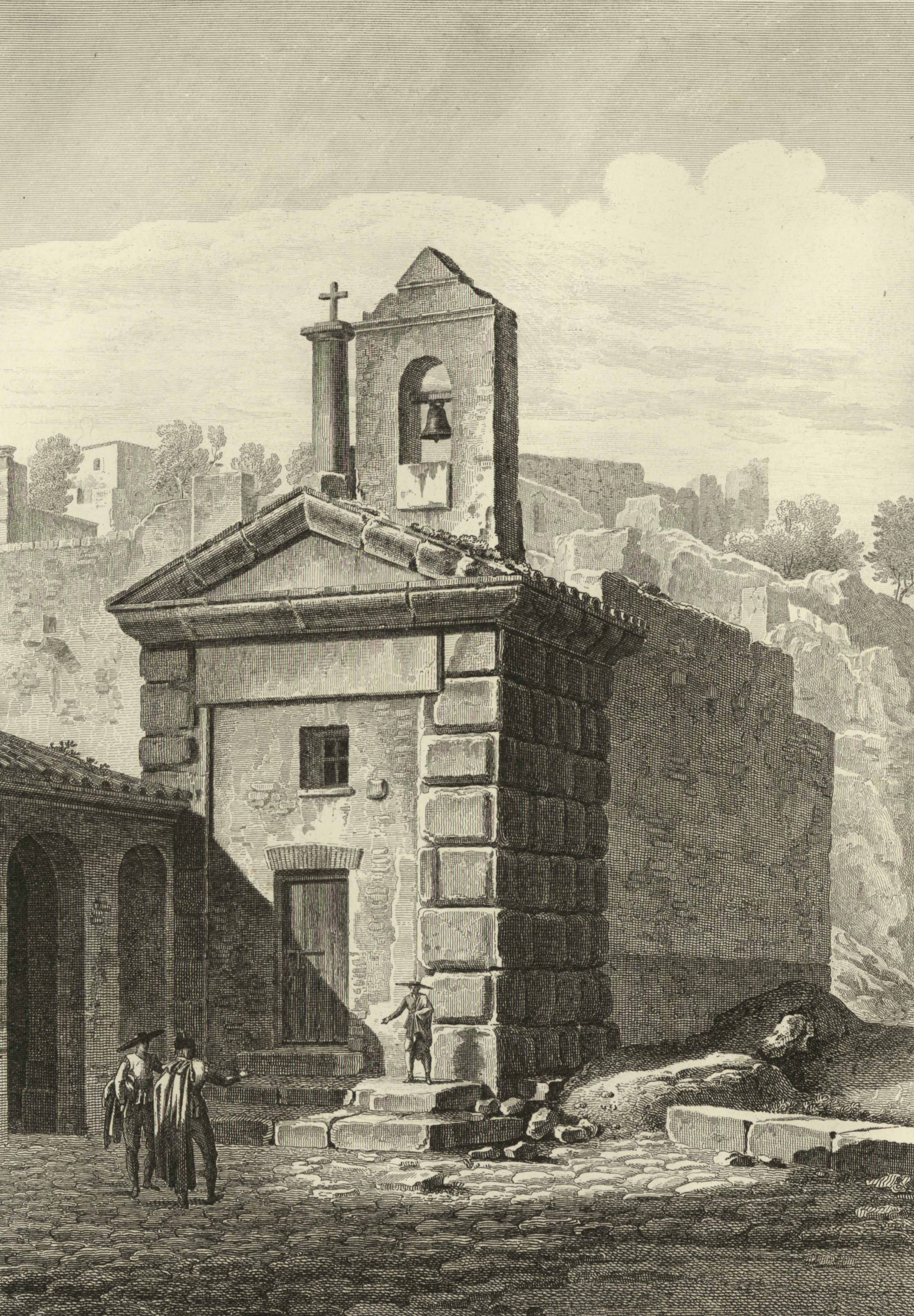
Supuesto aspecto del templo antes de su restauración en el siglo XIX, con una espadaña en su parte posterior.

Según la tradición, todo el conjunto del puente, arco triunfal y templo están realizados por el mismo ingeniero, Cayo Julio Lacer, que dedicó este último a los emperadores divinizados, concluyendo la obra en el año 103 d. C. El origen del autor parece ser local, pero estilísticamente el conjunto está muy relacionado con el contemporáneo realizado en la provincia itálica. Esto hace pensar que, bien estudió en la actual Italia o nació allí y se trasladó posteriormente a la provincia lusitana. El motivo de su construcción responde a una ofrenda que debía hacerse a Trajano y a los dioses de Roma.
Tras la conquista de Cáceres en 1169 por Fernando II, fue convertido en capilla de San Julián, lo cual ha sido el motivo de la excepcional conservación del edificio. Fruto de esta reconversión fue la anexión de una espadaña y de una calavera con tibias, hoy en día desaparecida la primera y llevada a la parte posterior la segunda. El templo se convertiría entonces en hito para marcar el camino de peregrinación hacia Santiago de Compostela. Su ingeniero fue enterrado en el templo, cuya tumba aún se conserva en su interior.

## Arquitectura

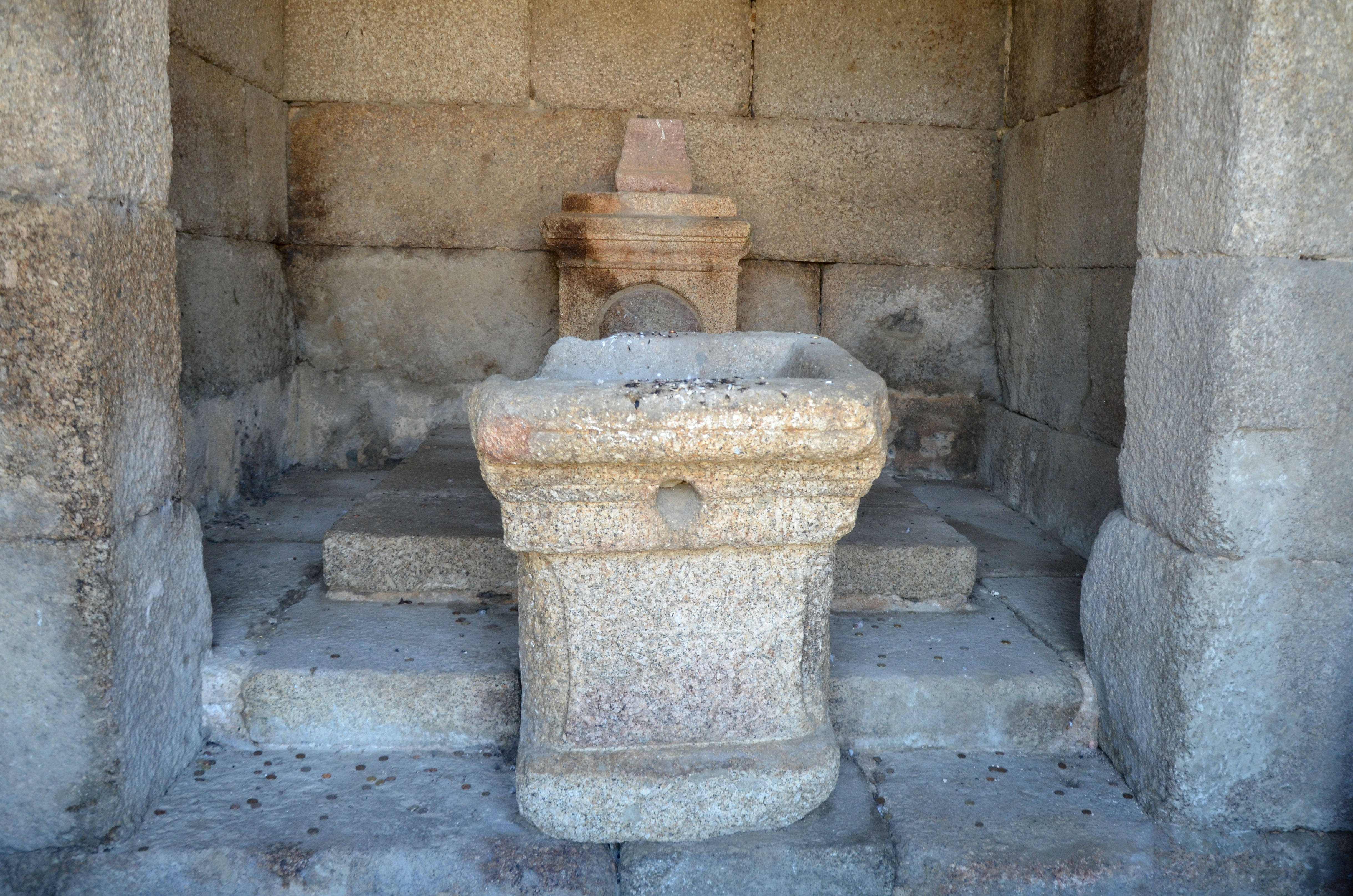
Interior del templo.

Pequeño templo votivo in antis de planta rectangular y una sola cámara o cella, realizado en granito, cuya entrada se halla enmarcada por dos columnas toscanas, a la que se accede por una escalera exterior, cubierta con un tejado a dos aguas formado por losas de piedra, con un frontón con moldura en sus bordes y con el tímpano liso sin decoración. Parece haber estado dividido al interior en naos y pronao. Su factura recuerda la del Tesoro de los atenienses en Delfos. Puente y templo están construidos con sillares graníticos de las mismas medidas. Presenta en su dintel unas inscripciones (actualmente no son las originales, sino copias posteriores) donde aparecen la dedicación por parte del constructor Cayo Julio Lacer al emperador Trajano, así como elementos que han permitido establecer con certeza la fecha de construcción, aunque investigaciones recientes señalan que dicha inscripción se aparta de las prácticas habituales de este tipo de inscripciones realizadas en este tipo de obras, y posiblemente tenga un origen muy posterior. La inscripción reza: 
Texto de la inscripción:

IMP.NERVAE.TRAIANO.CAESARI.AVG.GERM.DAC.SACRVM

Templum in rupe Tagi superis et Caesare plenum

ars ubi materia vincitur ipsa sua.

Quis quali dederit voto fortasse requiret

cura viatorum quos nova fama iuvat.

Ingentem vasta pontem qui mole peregit

sacra litaturo fecit honore Lacer.

Qui pontem fecit Lacer et nova templa dicavit,

illic se solvunt, hic sibi vota litant.

Pontem perpetui mansurum in saecula mundi

fecit divina nobilis arte Lacer.

Idem Romuleis templum cum Caesare divis

constituit felix utraque causa sacri.

C.Iulius Lacer H(oc)S(acellum)F(ecit) et dedicavit amico Curio Lacone Igaeditano

Hunc titulum procellis abrasum Philippus IV renovari, marmori denuo incidi Elisabeth II decrevit.

Traducción al español:

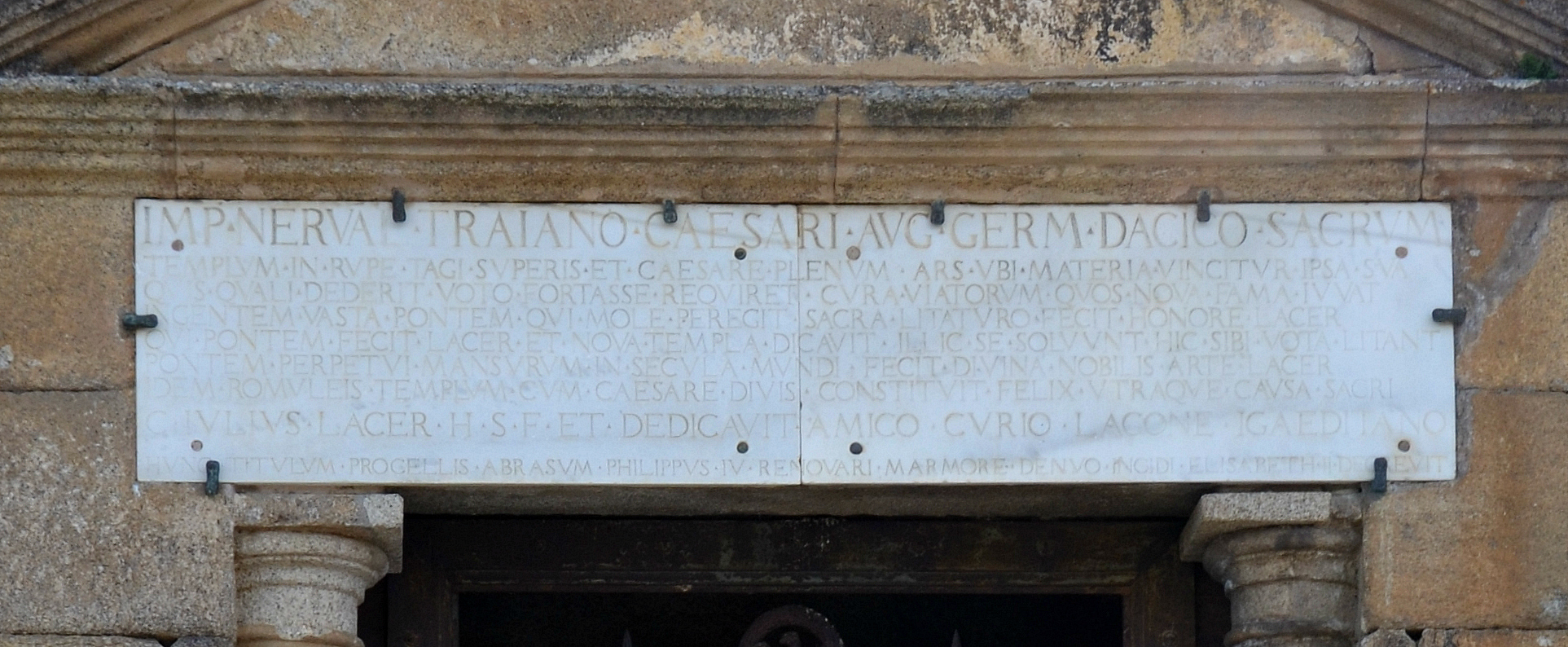
Inscripción epigráfica del templo romano.

Al Emperador Nerva, Trajano, César, Augusto, Germánico, Dácico, está consagrado 

este templo, en la roca viva del Tajo, ocupado por la Divinidad y por el César, 

artificio mediante el cual la Naturaleza se vence a sí misma.

Tal vez la curiosidad de los viajeros, a quienes la celebridad de lo nuevo les agrada,

indagará quién, y en virtud de qué voto, ofreció este templo.

El que construyó el gran puente de vasta fábrica fue Lácer, 

para ofrecer con toda solemnidad los sacrificios.

El que hizo el puente, Lácer, también dedicó los nuevos templos:

en aquél se cumplen los votos, en éstos se les consagran las ofrendas.

El ilustre Lácer, con divino arte, hizo el puente

para que durase por los siglos en la perpetuidad del mundo.

Él mismo llevó a cabo felizmente el templo y el puente,

consagrados a los dioses romanos junto con César, una y otra obra.

Cayo Julio Lácer hizo esta capilla y la dedicó a su amigo Curio Lacón Igaeditano (gentilicio de la localidad portuguesa de Idanha a Velha).

Este letrero, desgastado por el temporal, lo mandó renovar Felipe IV y lo mandó grabar en mármol de nuevo Isabel II.